# Shulákama
Shulákama en la mitología talamanqueña, vive en el infinito en medio del Universo. Dueño de todas las culebras, monstruos, serpientes venenosas existentes en la Tierra y en el Universo. Ayuna al darse cuenta de que en la Tierra pronto van a aparecer muchos Ditsá (hombres de maíz, los cabécares) y se concentra porque quiere que todas esas criaturas le pertenezcan.
Vive siempre amargado, amanece siempre de mal humor, pasa pensando en acaparar todas las cosas existentes en el Universo. Todos los días corta troncos del árbol de Pejibaye donde labraba culebras venenosas de diferentes especies. Se enamora de la señorita Bulumia. Siempre lleva en su brazo derecho una culebra como bastón. Le regala uno igual a Bulumia el cual le provoca la muerte estando embarazada al no cumplir con la regla de que siempre debía de llevarlo en forma horizontal y por eso, no le presta ayuda y la echa de su palenque.